# Codex Durán
 (avril 2025).

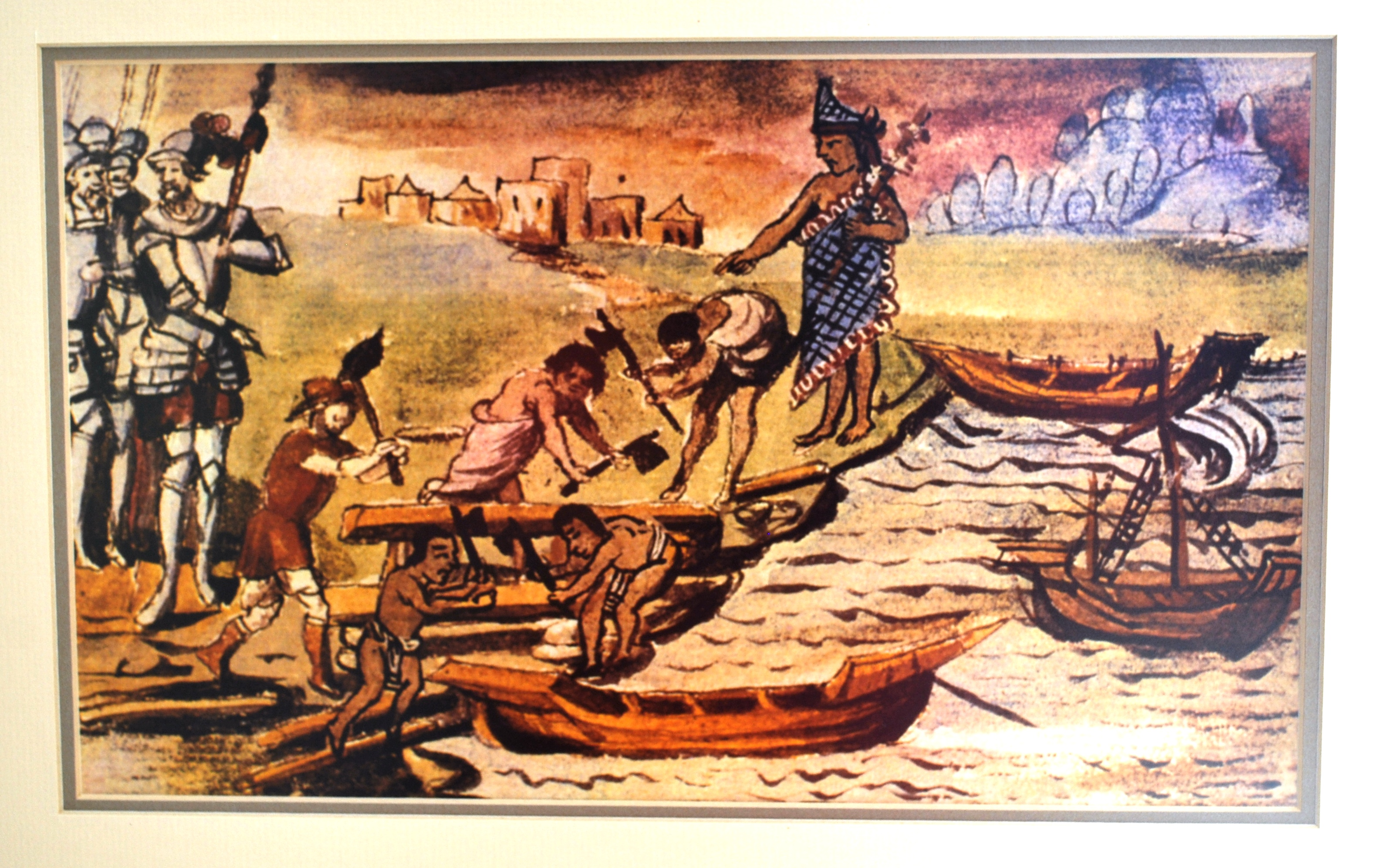
Image extraite du Codex Durán

Le Codex Durán, également dénommé Histoire des Indes de la Nouvelle Espagne et des îles de la terre ferme, est un manuscrit écrit dans la seconde moitié du XVIe siècle par le frère dominicain espagnol Diego Durán ; il est conservé à la Bibliothèque nationale d'Espagne à Madrid.